# Phyciodes mexicana
Phyciodes mexicana är en fjärilsart som beskrevs av Hall 1928. Phyciodes mexicana ingår i släktet Phyciodes och familjen praktfjärilar. Inga underarter finns listade i Catalogue of Life.